# John Wayne
John Wayne, pseudonimo di Marion Robert Morrison (Winterset, 26 maggio 1907 – Los Angeles, 11 giugno 1979), è stato un attore, produttore cinematografico e regista statunitense.

Firma di John Wayne

Soprannominato The Duke (il Duca), Wayne è considerato una delle più popolari stelle nella storia del cinema ed una delle icone più rappresentative della cultura statunitense.
Noto soprattutto per i suoi ruoli nelle pellicole western, durante la sua carriera ha ricevuto il plauso da parte della critica ed ha ottenuto numerosi riconoscimenti, tra i quali un Premio Oscar e tre Golden Globe.
Egli esordì sul grande schermo con il cinema muto negli anni venti, diventando poi un'icona del cinema statunitense tra gli anni quaranta e gli anni settanta. Noto al grande pubblico anche per la collaborazione con il regista John Ford, egli si è cimentato con successo di pubblico e critica anche in altri generi cinematografici oltre al western, come i film d'avventura e alcune commedie.
Con 169 apparizioni sul grande schermo, a cui vanno aggiunte altre decine di collaborazioni in svariate pellicole, egli è tra gli artisti più prolifici nella storia del cinema statunitense. La sua immagine venne accostata al ruolo dell'eroe senza macchia e senza paura, rude ma generoso.
L'associazione American Film Institute lo ha inserito nella lista delle più grandi stelle della storia del cinema.

## Biografia

### Infanzia e gioventù
Wayne nacque a Winterset (Iowa), con il nome di Marion Robert Morrison. Come suo secondo nome venne utilizzato Mitchell quando i genitori decisero di dare il nome Robert a suo fratello minore (Robert Emmet).

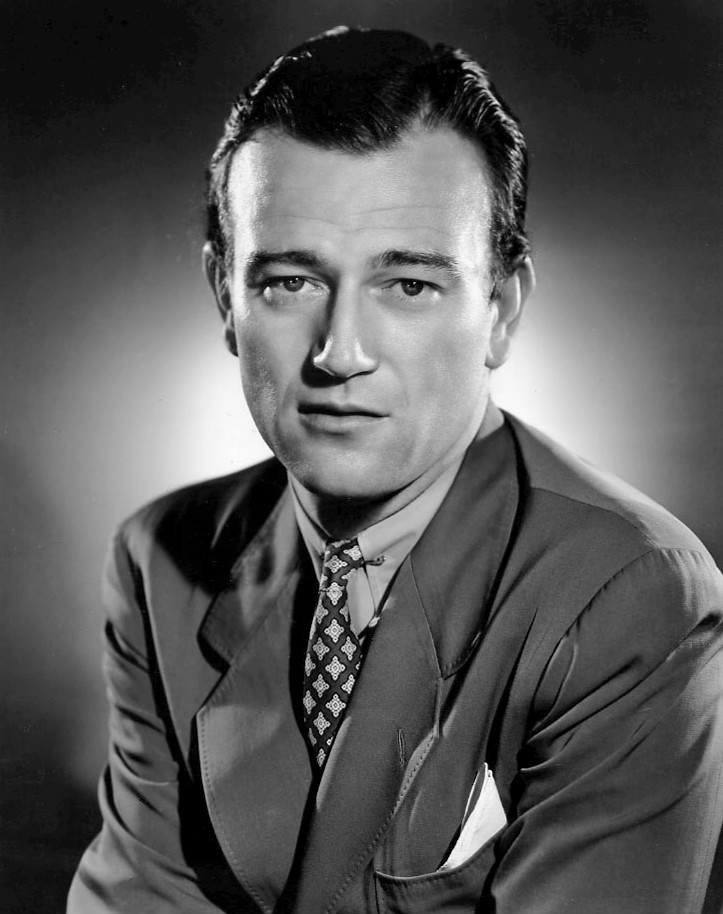
John Wayne nel 1940, all'età di 33 anni

Suo padre, Clyde Leonard Morrison (1884-1937), era figlio del veterano della guerra civile Marion Mitchell Morrison (1845-1915). Sua madre, Mary Alberta Brown (1885-1970), proveniva da Lincoln, contea di Lancaster (Nebraska). La famiglia era di religione cristiana presbiteriana e il bisnonno di Wayne, Robert Morrison, nacque nella contea di Antrim (Irlanda del Nord) nel 1782, ed emigrò nel 1801 negli Stati Uniti.
La famiglia di John Wayne si spostò in California, prima a Palmdale, e nel 1911 a Glendale, dove il padre lavorò come farmacista; in quel periodo i vicini cominciarono a chiamarlo Big Duke, per la sua abitudine di farsi accompagnare ovunque dal suo cane Airedale terrier di nome Little Duke. Il soprannome Duke gli piaceva più del nome Marion e gli rimase per tutta la vita. Da adolescente, Duke lavorò in una gelateria per un uomo che produceva ferri di cavallo per Hollywood. Frequentò la Wilson Middle School a Glendale e si appassionò presto al football americano.
Da ragazzo tentò anche di entrare all'Accademia navale di Annapolis, ma non riuscì a raggiungere il punteggio necessario. Decise così di concentrarsi sullo studio e, grazie a una borsa di studio ottenuta per le sue doti atletiche nel football, frequentò con profitto un corso preparatorio in Legge alla University of Southern California, dove divenne membro delle confraternite dei Trojan Knights e del Sigma Chi: presso quest'ultima lavorava anche da cameriere e lavapiatti. 
In questo periodo, mentre giocava nella squadra di football dell'università (assieme allo studente di ingegneria e anch'egli futuro attore Ward Bond, con cui strinse una solida amicizia), Wayne iniziò a lavorare negli studi cinematografici, rimediando alcune parti minori grazie al leggendario Tom Mix, a cui in cambio forniva biglietti per le partite di football e a cui dava assistenza sul set in qualità di allenatore. Mentre girava i suoi primi film assieme alla sua squadra di football, Wayne fece amicizia con il regista John Ford, di cui diventerà l'interprete prediletto. Conobbe personalmente Wyatt Earp e, divenuto un suo grande ammiratore, per lui fu sempre un riferimento nella carriera di attore. Wayne dovette lasciare gli studi dopo essersi rotto una clavicola facendo surf: non potendo più giocare a football, non gli era stata rinnovata la borsa di studio.

### Carriera
Mentre lavorava alla Fox Film Corporation per 75 dollari a ruolo, nel 1929 Wayne recitò nel film Words and Music e, nei titoli di coda, venne presentato col nome di Duke Morrison. Ma il suo primo ruolo importante fu nel western Il grande sentiero (1930), diretto da Raoul Walsh, il quale dapprima gli suggerì il nome d'arte "Anthony Wayne" (in onore del generale "Mad Anthony" Wayne, che combatté nella guerra d'indipendenza americana), ma poiché il capo della Fox Studios Winfield Sheehan riteneva che il nome suonasse "troppo italiano", alla fine Walsh suggerì John Wayne. Sheehan acconsentì e il nuovo nome d'arte di Duke venne confermato come definitivo, malgrado lo stesso Wayne non fosse presente alla decisione.

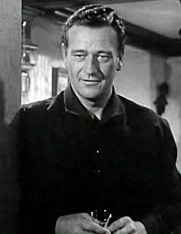
John Wayne in La strega rossa, di Edward Ludwig (1948).

Lo stipendio del giovane attore venne incrementato a 105 dollari a settimana. Il grande sentiero venne girato in due versioni, una standard e una innovativa e di migliore qualità in widescreen; sfortunatamente solo pochi cinematografi erano attrezzati per mostrare la seconda versione e gran parte della fatica venne sprecata, tanto che la pellicola venne considerata un flop. Dopo il fallimento del film, Wayne venne relegato a piccoli ruoli, apparendo principalmente in western di modesto rilievo per case di produzione minori, come la Monogram e la Republic Pictures, più precisamente in otto opere tra il 1930 e il 1939, tra cui Il re dei Pecos (1936) e Il sentiero della vendetta (1937), secondo il conteggio dello stesso Duke.

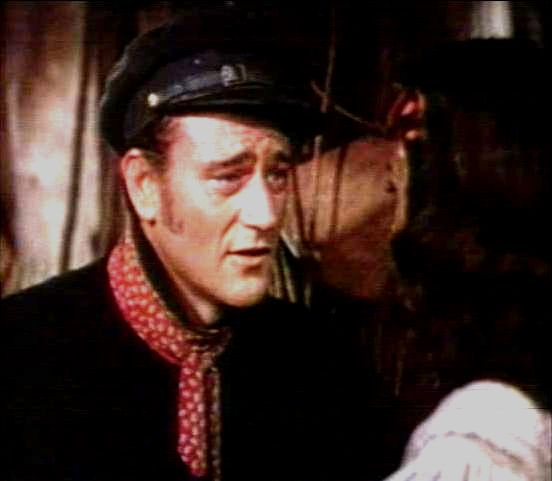
John Wayne in Vento selvaggio, di Cecil B. De Mille (1942)

L'amicizia con John Ford portò Wayne a lavorare con il regista in venti film su un periodo di trentacinque anni. Sotto la direzione di Ford, l'attore interpretò i suoi ruoli più celebri, a partire da quello di Ringo Kid in Ombre rosse (1939), il western che diede la svolta decisiva alla sua carriera, proseguendo con la trilogia sulla Cavalleria, comprendente Il massacro di Fort Apache (1948), I cavalieri del Nord Ovest (1949) e Rio Bravo (1950), e ancora in Un uomo tranquillo (1952), Sentieri selvaggi (1956), L'uomo che uccise Liberty Valance (1962).
Il primo film a colori di Duke fu Il grande tormento (1941), nel quale lavorò con il suo grande amico Harry Carey. L'anno successivo apparve nel kolossal in technicolor Vento selvaggio (1942), nel quale recitò accanto a Ray Milland e Paulette Goddard. Nel 1948 il regista Robert Rossen gli offrì il ruolo di protagonista nel film Tutti gli uomini del re (1949), ma Duke lo rifiutò, poiché a suo avviso la pellicola evocava sentimenti anti-americani che egli non condivideva. Broderick Crawford, a cui fu affidato infine il ruolo, vinse il premio Oscar al miglior attore protagonista, superando proprio Wayne, che nello stesso anno ricevette la candidatura per Iwo Jima, deserto di fuoco (1949).

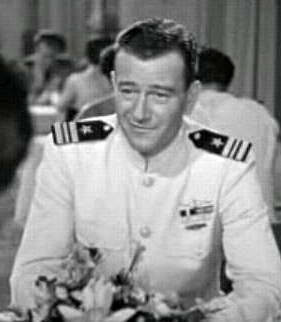
John Wayne in Lo squalo tonante, di George Waggner (1951)

Wayne perse inoltre il ruolo di protagonista in Romantico avventuriero (1950), a favore di Gregory Peck, a causa del suo rifiuto di recitare per la Columbia Pictures di Harry Cohn, che lo aveva maltrattato in passato. Uno dei suoi ruoli più popolari fu quello nel film Prigionieri del cielo (1954), diretto da William A. Wellman e basato su un romanzo di Ernest K. Gann, in cui Duke recitò nel ruolo di un eroico copilota. Si era già calato nei panni di un aviatore nei film I falchi di Rangoon (1942), I diavoli alati (1951) e L'isola nel cielo (1953), e recitò in altri ruoli analoghi in Le ali delle aquile (1957) e Il pilota razzo e la bella siberiana (1957).
L'interpretazione del personaggio di Ethan Edwards in Sentieri selvaggi (1956) viene considerata una delle migliori mai offerte da Wayne, che diede il nome di Ethan a uno dei suoi figli.
Nel 1962 acquistò uno yacht, che fece ristrutturare e ribattezzò Wild Goose, Oca Selvaggia. Nel 1963 acquistò una villa nella baia di Newport Beach, sulla Bayshore Dr, dove si trasferì con la famiglia.
Nel 1964 affiancò Rita Hayworth e Claudia Cardinale in Il circo e la sua grande avventura. Nello stesso anno, a causa della sua abitudine di fumare circa cinque pacchetti di sigarette al giorno, gli venne diagnosticato un tumore al polmone sinistro, che gli comportò un intervento di totale asportazione dell'organo e di due costole. Poco tempo dopo, a inizio 1965, era già sul set de I 4 figli di Katie Elder, con l'aiuto durante le pause di una bombola di ossigeno.
Nonostante l'enorme numero di film girati, l'attore vinse il suo unico premio Oscar solo nel 1970 per Il Grinta (1969), mentre nel passato - oltre alla citata candidatura quale migliore attore per Iwo Jima, deserto di fuoco (1950) - ne aveva ricevuta una come produttore per La battaglia di Alamo (1960), ambizioso progetto di cui curò anche la regia. Passò dall'altra parte della cinepresa in un'altra sola occasione, firmando la regia de Berretti verdi (1968), film che decise di girare dopo essere stato in Vietnam nel 1966, in un giro tra le truppe americane.
La pellicola, dal carattere fortemente patriottico, gli costò accuse di militarismo; l'aperto sostegno alla guerra in Vietnam procurò a Wayne una certa impopolarità politica, in un periodo di forti tensioni politiche. 

### L'ultimo periodo

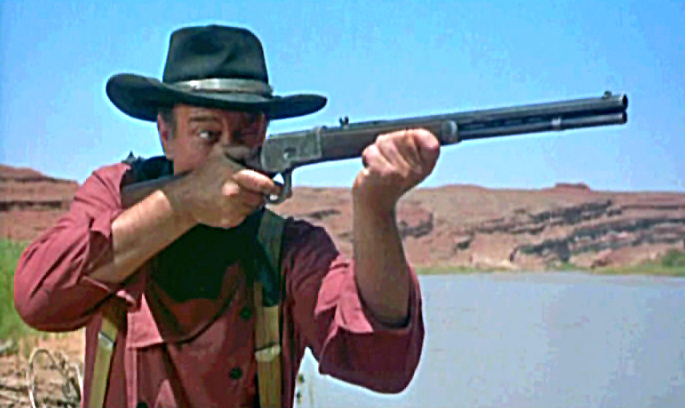
John Wayne in Sentieri selvaggi, di John Ford (1956)

Nel 1973 si separò da sua moglie Pilar, la quale senza chiedere il divorzio andò via di casa in buoni rapporti, e prese in gestione un ristorante nella zona. Nel 1975 interpretò un ispettore di polizia nel film Ispettore Brannigan, la morte segue la tua ombra, girato a Londra. Nel 1976 durante le riprese de Il Pistolero, di Don Siegel, con la partecipazione di Ron Howard (una sorta di testamento cinematografico in cui Wayne veste i panni di un anziano pistolero di grande fama affetto da un cancro incurabile, che decide di regolare alcuni conti in sospeso prima di morire), durate da gennaio ad aprile, appariva gonfio e percepiva un malessere generale, ma rinunciava a farsi visitare. Convinto a farlo dopo la fine delle riprese, gli vennero diagnosticati insufficienza cardiaca e un problema alla valvola mitrale. Venne curato con digitale e integrazioni di potassio nonché, per ridurre il gonfiore dovuto a liquidi in eccesso, con del lasix. Più tardi gli venne diagnosticata anche l'ipertrofia prostatica, ovvero un allargamento della prostata. Nonostante la cattiva salute affermava insistentemente di stare bene, e in occasione delle primarie nazionali del Partito Repubblicano fece campagna elettorale supportando come candidato presidente Ronald Reagan, salvo poi mostrare supporto al presidente in carica Gerald Ford, vincitore delle elezioni primarie, partecipando anche alla cerimonia conclusiva della sua campagna elettorale domenica 24 ottobre. Alla vittoria, a inizio novembre, del candidato democratico Jimmy Carter, Wayne gli mandò un telegramma di congratulazioni per la "leale opposizione".
A gennaio 1977 dovette risolvere il problema alla prostata con un intervento chirurgico allo Hoag Hospital, di Newport Beach, vicino a casa. Una volta dimesso ricevette l'invito del presidente Carter al suo insediamento a Washington mercoledì 19, al John F. Kennedy Memorial Center for the Performing Arts, durante il quale tenne un breve discorso.
Martedì 22 febbraio Wayne presenziò al funerale del collega e amico Andy Devine, al Pacific View Memorial Park, il cimitero di Newport Beach, ed espresse ai suoi figli il desiderio di voler essere sepolto lì.
Desideroso di recitare in un ultimo film, acquistò i diritti di un romanzo di Buddy Atkinson non ancora pubblicato, Beau John, che avrebbe voluto produrre nonché interpretare al fianco di Ron Howard.
Ma nel 1978 i problemi cardiaci aumentarono: a causa del deterioramento della valvola mitrale, mercoledì 29 marzo tre dei suoi figli, Michael, Patrick e Aissa, e la sua segretaria Pat Stacy, con la quale aveva intrapreso una relazione, lo accompagnarono su un jet privato a Boston, dove al Massachusetts General Hospital dovette sottoporsi a un intervento chirurgico di sostituzione che comportò l'impianto di una protesi valvolare cardiaca di maiale. La sera precedente, domenica 2 aprile, uscì per cenare al ristorante francese Maison Robert, mangiando una bistecca, e la mattina seguente, lunedì 3, si sottopose all'intervento, per la durata di circa tre ore. La sera stessa ci fu la cerimonia degli Oscar 1978, alla quale avrebbe dovuto partecipare, e il conduttore Bob Hope espresse l'aspettativa di vederlo camminare con il suo tipico passo lento alla cerimonia dell'anno successivo, poiché "nessun altro è in grado di camminare negli stivali di John Wayne".
Il presidente Carter, avendo gradito la stima ricevuta da Wayne, lo invitò alla cerimonia di firma del trattato sul canale di Panama prevista per martedì 18 aprile, ma l'attore, convalescente, non vi poté partecipare. Il recupero procedeva comunque bene, e Wayne ironizzava su se stesso dicendo che avrebbe presto parlato con i grugniti del maiale. La mattina di giovedì 27 tornò a casa; uscendo dall'ospedale a bordo di una macchina diretto all'aeroporto, con in testa un cappello da cowboy, incalzato da alcuni giornalisti trovò il tempo di lodare la struttura ospedaliera bostoniana e di dichiararsi pronto per tornare al lavoro. A maggio però, persistenti febbri gli causarono un nuovo ricovero, stavolta all'abituale Hoag Hospital, dove gli venne diagnosticata un'epatite, causata da inaccurate trasfusioni di sangue in occasione dell'ultima operazione. Tornato nuovamente a casa, trascorse gran parte della convalescenza estiva sul suo yacht Wild Goose.

### Il ricovero e la morte
Ma un nuovo dolore, stavolta allo stomaco, prese ad avvolgerlo, e problemi gastrici gli rendevano quasi impossibile la nutrizione, causandogli una drastica diminuzione di peso. Timoroso della necessità di una nuova operazione, rinunciò a farsi visitare, finché i dolori divennero insopportabili e mercoledì 10 gennaio 1979 si decise a presentarsi all'abituale Hoag Hospital, dove gli vennero diagnosticati dei calcoli alla cistifellea, la quale avrebbe dovuto essere rimossa. Durante delle visite più accurate venne però scoperto anche un tumore dello stomaco maligno con metastasi ai linfonodi, e si rese necessario il trasferimento a Los Angeles al centro medico dell'UCLA. Prima di andarci, si recò al ristorante della moglie Pilar per incontrarsi con lei; ricordando il tempo trascorso insieme, le disse di essere talmente malato da non poter mangiare, e le confidò che quella volta stava morendo; le fece infine promettere di prendersi cura dei loro tre figli.
Venerdì 12, allo UCLA Medical Center oltre che all'intervento di rimozione della cistifellea venne sottoposto a un'operazione di gastrectomia, ovvero di rimozione di gran parte dello stomaco, durata circa nove ore e mezza; da quel momento Wayne si poteva nutrire solo con piccoli pasti, sei al giorno. Tornato nella sua villa di Newport Beach, assistito dalla compagna Pat Stacy, sembrò stabilizzarsi e lunedì 9 aprile 1979, accompagnato dalla figlia Aissa poté recarsi a Los Angeles e presenziare presso il Dorothy Chandler Pavilion (come auguratogli l'anno precedente da Bob Hope) alla cerimonia degli Oscar, condotta però da Johnny Carson; ebbe il compito di introdurre il premio per il miglior film, e al suo scendere la scalinata del palcoscenico venne accolto in sala da una commozione generale che suscitò una standing ovation.
Ma già venerdì 20, a causa di una forte influenza che gli aveva interessato i bronchi, dovette essere nuovamente ricoverato allo Hoag Hospital, venendo dimesso oltre una settimana dopo.
A causa di un'ostruzione intestinale, martedì 1° maggio venne ricoverato all'UCLA Medical Center, e operato il giorno seguente. In seguito anche nell'intestino vennero trovati tessuti cancerosi; divenuto ufficialmente incurabile, ebbe come ultima speranza cure sperimentali e altamente rischiose, alle quali diede l'assenso.
Sabato 5 ebbe la visita del presidente Jimmy Carter, che gli portò "amore, affetto e preghiere non solo di tutti quanti nella nazione ma anche di milioni di persone in tutto il mondo"; il presidente si trattenne per circa un quarto d'ora, anche in presenza dei figli di Wayne, che era di buon umore.
Ma vedendolo deteriorarsi gradualmente, la moglie Pilar pregava Dio affinché se lo prendesse, e Wayne stesso espresse il desiderio di poter avere la sua pistola calibro .38 per togliersi la vita.
Lunedì 14 ricevette a sorpresa la visita di Marcos Gregorio McGrath, arcivescovo di Panama; annunciato dal figlio Patrick, il religioso venne ricevuto favorevolmente da Wayne, e i due si trattennero a lungo. Martedì 22 il suo amico senatore Barry Goldwater lo propose per una medaglia d'oro del Congresso, in quanto “John Wayne ha dedicato la sua intera vita all'America”.
Sabato 9 giugno le energie erano pochissime, ed era prossimo alla morte; il figlio Patrick gli chiese se volesse vedere un prete, e Wayne rispose che era una buona idea. Il figlio chiamò allora padre Robert Curtis, cappellano dell'ospedale, con il quale Wayne decise di convertirsi al cattolicesimo, credo religioso con cui erano cresciuti i suoi figli più giovani, e di avere i sacramenti, che si completarono il giorno seguente, domenica 10. Il pomeriggio del successivo lunedì 11 giugno, John Wayne cadde in coma. Morì alle 17:23.
Il funerale si tenne venerdì 15 in forma privata nella chiesa di Nostra Signora Regina degli Angeli, la chiesa cattolica di Newport Beach, officiato dall'arcivescovo McGrath con l'ascolto di alcune musiche dei suoi film; in seguito, come da sua volontà, venne sepolto al Pacific View Memorial Park.

## Vita privata

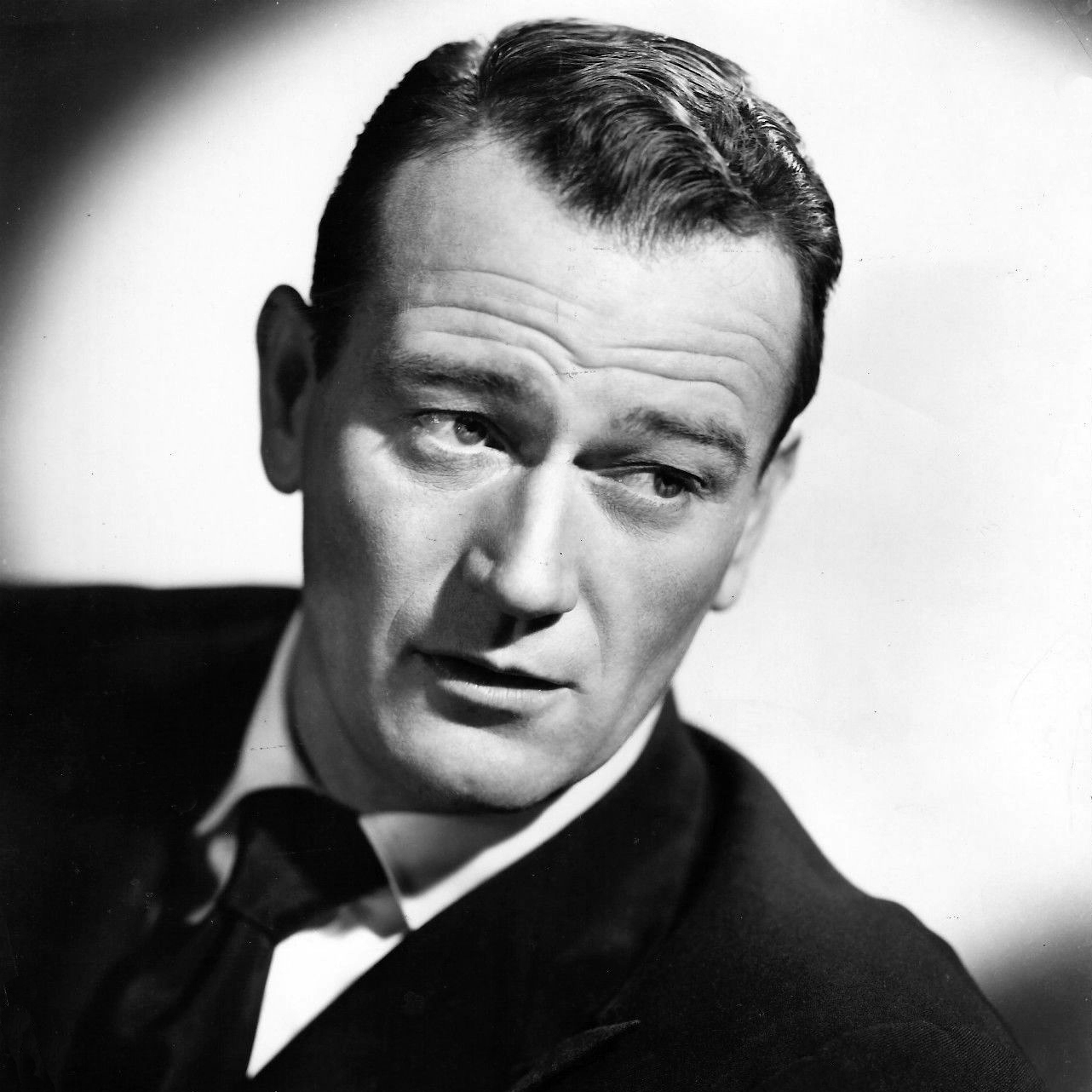
John Wayne nel 1952

Wayne si sposò tre volte: con Josephine Alicia Saenz, Esperanza Baur e Pilar Palette (figlia di un senatore, incontrata durante le prime location per il progettato film La battaglia di Alamo). Ebbe in totale sette figli, sei dei quali ebbero brevi carriere cinematografiche. 
Patrick, Toni, Melinda e Michael Wayne nacquero dal matrimonio con la Saenz, mentre Linda-Assia, Marisa e John Ethan dall'unione con la Palette.
Allo scoppio della seconda guerra mondiale, Wayne inizialmente scrisse a John Ford dicendo che voleva arruolarsi, ma non poté andare al fronte perché, come padre di quattro figli, la legge non lo consentiva.
Fu iniziato nella Massoneria di rito scozzese, fino al massimo grado di Gran Maestro.

### Ideali politici

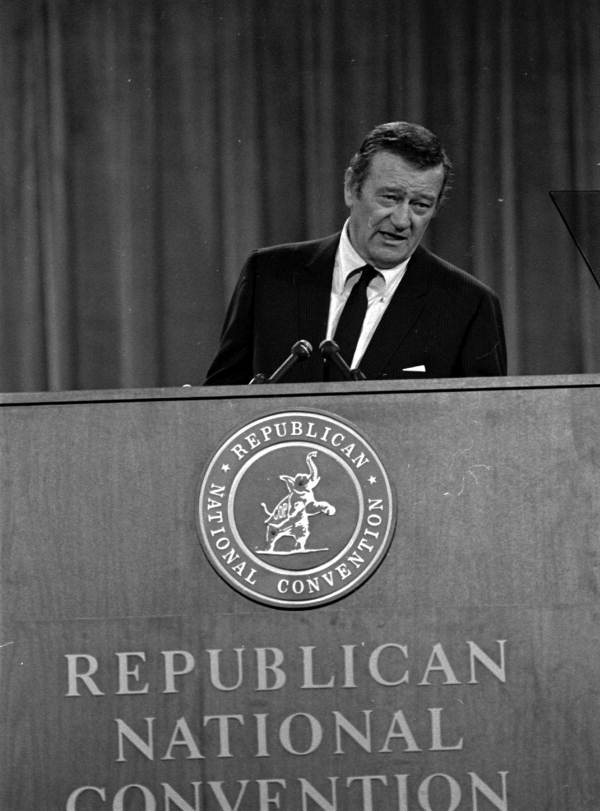
John Wayne mentre discute ad una riunione del Partito Repubblicano

Con l'attore e amico Ward Bond condivise le idee politiche ed entrambi fecero parte della Società cinematografica per la salvaguardia degli ideali americani, un'associazione il cui programma era quello di denunciare e allontanare i simpatizzanti comunisti dall'industria cinematografica, società di cui divenne presidente nel 1949 (in piena guerra fredda). 
In questo ruolo appare nel film L'ultima parola - La vera storia di Dalton Trumbo, interpretato da David James Elliott.
Wayne appoggiò numerose cause conservatrici, una su tutte l'intervento statunitense nel corso della Guerra del Vietnam. Wayne era inoltre un noto sostenitore del diritto alle armi sancito dal secondo emendamento.

## Citazioni su John Wayne
(Da un articolo del New York Times)
(Da un articolo della CNN)
(Martin Scorsese nel corso di un'intervista, riguardo al film Sentieri selvaggi)

## Filmografia

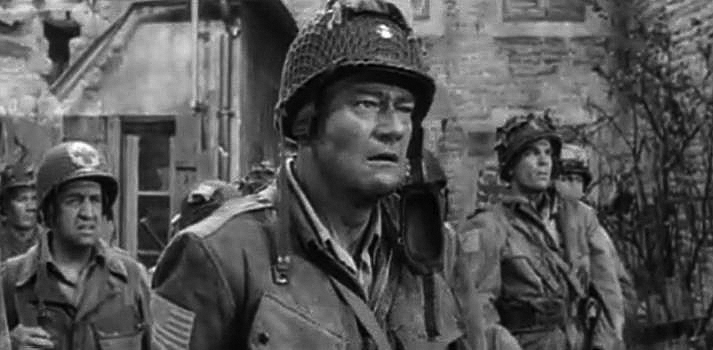
John Wayne nel trailer de Il giorno più lungo (1962)

### Attore

#### Cinema
- Lo studente (Brown of Harvard), regia di Jack Conway (1926) (non accreditato)
- Bardelys il magnifico (Bardelys the Magnificent), regia di King Vidor (1926) (non accreditato)
- The Great K & A Train Robbery, regia di Lewis Seiler (1926) (non accreditato)
- Annie Laurie la fanciulla scozzese, regia di John S. Robertson (1927) (non accreditato)
- L'atleta innamorato (The Drop Kick), regia di Millard Webb (1927) (non accreditato)
- La canzone della mamma (Mother Machree), regia di John Ford (1927) (non accreditato)
- L'ultima gioia (Four Sons), regia di John Ford (1928) (non accreditato)
- La casa del boia (Hangman's House), regia di John Ford (1928) (non accreditato)
- L'arca di Noè (Noah's Ark), regia di Michael Curtiz (1928) (non accreditato)
- Rivincita (Speakeasy), regia di Benjamin Stoloff (1929) (non accreditato)
- La guardia nera (The Black Watch), regia di John Ford (1929) (non accreditato)
- Words and Music, regia di James Tinling (1929) (accreditato come Duke Morrison)
- Saluto militare (Salute), regia di John Ford e David Butler (1929) (non accreditato)
- The Forward Pass, regia di Edward F. Cline (1929) (non accreditato)
- Il sottomarino (Men Without Women), regia di John Ford (1930) (non accreditato)
- Temerario nato (Born Reckless), regia di Andrew Bennison e John Ford (1930) (non accreditato)
- La traccia bianca (Rough Romance), regia di A.F. Erickson (1930) (non accreditato)
- Cheer Up and Smile, regia di Sidney Lanfield (1930) (non accreditato)
- Il grande sentiero (The Big Trail), regia di Raoul Walsh (1930)
- Girls Demand Excitement, regia di Seymour Felix (1931)
- Three Girls Lost, regia di Sidney Lanfield (1931)
- Arizona, regia di George B. Seitz (1931)
- The Deceiver, regia di Louis King (1931)
- The Range Feud, regia di D. Ross Lederman (1931)
- Maker of Men, regia di Edward Sedgwick (1931)
- The Shadow of the Eagle, regia di Ford Beebe (1932)
- Texas Cyclone, regia di D. Ross Lederman (1932)
- Two-Fisted Law, regia di D. Ross Lederman (1932)
- Cuore d'amanti (Lady and Gent), regia di Stephen Roberts (1932)
- Uragano express (The Hurricane Express), regia di J.P. McGowan e Armand Schaefer (1932)
- Ride Him, Cowboy, regia di Fred Allen (1932)
- That's My Boy, regia di Roy William Neill (1932) (non accreditato)
- The Big Stampede, regia di Tenny Wright (1932)
- Haunted Gold, regia di Mack V. Wright (1932)
- The Telegraph Trail, regia di Tenny Wright (1933)
- Eroi senza patria (The Three Musketeers), regia di Colbert Clark e Armand Schaefer (1933)
- Ala errante (Central Airport), regia di William A. Wellman (1933) (non accreditato)
- Somewhere in Sonora, regia di Mack V. Wright (1933)
- La seconda aurora (The Life of Jimmy Dolan), regia di Archie Mayo (1933)
- His Private Secretary, regia di Phil Whitman (1933)
- Baby Face, regia di Alfred E. Green (1933)
- The Man from Monterey, regia di Mack V. Wright (1933)
- Il cavaliere del destino (Riders of Destiny), regia di Robert N. Bradbury (1933)
- College Coach, regia di William A. Wellman (1933) (non accreditato)
- Il giustiziere del West (Sagebrush Trail), regia di Armand Schaefer (1933)
- La valle dell'oro (The Lucky Texan), regia di Robert N. Bradbury (1934)
- West of the Divide, regia di Robert N. Bradbury (1934)
- Acciaio blu (Blue Steel), regia di Robert N. Bradbury (1934)
- L'invincibile dello Utah (The Man from Utah), regia di Robert Bradbury (1934)
- Il cavaliere muto (Randy Rides Alone), regia di Harry L. Fraser (1934)
- La valle del terrore (The Star Packer), regia di Robert Bradbury (1934)
- La traccia infernale (The Trail Beyond), regia di Robert Bradbury (1934)
- La frontiera senza legge (The Lawless Frontier), regia di Robert Bradbury (1934)
- Sotto i cieli dell'Arizona (Neath the Arizona Skies), regia di Harry L. Fraser (1934)
- I gangsters del Texas (Texas Terror), regia di Robert Bradbury (1935)
- Rainbow Valley, regia di Robert Bradbury (1935)
- Un sentiero nel deserto (The Desert Trail), regia di Lewis D. Collins (1935)
- Cavaliere all'alba (The Dawn Rider), regia di Robert Bradbury (1935)
- Paradise Canyon, regia di Carl Pierson (1935)
- Verso il West! (Westward Ho), regia di Robert Bradbury (1935)
- Uno sceriffo per Weather Spring (The New Frontier), regia di Carl Pierson (1935)
- L'oro di Picano Valley (Lawless Range), regia di Robert Bradbury (1935)
- The Oregon Trail, regia di Scott Pembroke (1936)
- La banda dei razziatori (The Lawless Nineties), regia di Joseph Kane (1936)
- Il re dei Pecos (King of the Pecos), regia di Joseph Kane (1936)
- Il sentiero solitario (The Lonely Trail), regia di Joseph Kane (1936)
- Una diligenza per l'ovest (Winds of the Wasteland), regia di Mack V. Wright (1936)
- Sea Spoilers, regia di Frank R. Strayer (1936)
- Conflict, regia di David Howard (1936)
- California Straight Ahead!, regia di Arthur Lubin (1937)
- I Cover the War, regia di Arthur Lubin (1937)
- Idol of the Crowds, regia di Arthur Lubin (1937)
- Adventure's End, regia di Arthur Lubin (1937)
- Il sentiero della vendetta / La valle dei dannati (Born to the West), regia di Charles Barton (1937)
- Pals of the Saddle, regia di George Sherman (1938)
- Overland Stage Raiders, regia di George Sherman (1938)
- Santa Fe Stampede, regia di George Sherman (1938)
- Red River Range, regia di George Sherman (1938)
- Ombre rosse (Stagecoach), regia di John Ford (1939)
- The Night Riders, regia di George Sherman (1939)
- Texas Kid (Three Texas Steers), regia di George Sherman (1939)
- Wyoming Outlaw, regia di George Sherman (1939)
- Nuove frontiere (New Frontier), regia di George Sherman (1939)
- Il primo ribelle (Allegheny Uprising), regia di William A. Seiter (1939)
- La belva umana (Dark Command), regia di Raoul Walsh (1940)
- La valle dei monsoni (Three Faces West), regia di Bernard Vorhaus (1940)
- Lungo viaggio di ritorno (The Long Voyage Home), regia di John Ford (1940)
- La taverna dei sette peccati (Seven Sinners), regia di Tay Garnett (1940)
- Il club del diavolo (A Man Betrayed), regia di John H. Auer (1941)
- La riva dei peccatori (Lady from Louisiana), regia di Bernard Vorhaus (1941)
- Il grande tormento (The Shepherd of the Hills), regia di Henry Hathaway (1941)
- Signora per una notte (Lady for a Night), regia di Leigh Jason (1942)
- Vento selvaggio (Reap the Wild Wind), regia di Cecil B. DeMille (1942)
- I cacciatori dell'oro (The Spoilers), regia di Ray Enright (1942)
- I dominatori (In Old California), regia di William C. McGann (1942)
- I falchi di Rangoon / Il comandante Jim (Flying Tigers), regia di David Miller (1942)
- La febbre dell'oro nero (Pittsburgh), regia di Lewis Seiler (1942)
- La grande fiamma (Reunion in France), regia di Jules Dassin (1942)
- La signorina e il cow-boy (A Lady Takes a Chance), regia di William A. Seiter (1943)
- Terra nera (In Old Oklahoma/War of the Wildcats), regia di Albert S. Rogell (1943)
- I conquistatori dei sette mari (The Fighting Seeabees), regia di Edward Ludwig (1944)
- Romanzo del West (Tall in the Saddle), regia di Edwin L. Marin (1944)
- Fiamme a San Francisco (Flame of the Barbary Coast), regia di Joseph Kane (1945)
- Gli eroi del Pacifico (Back to Bataan), regia di Edward Dmytryk (1945)
- Dakota, regia di Joseph Kane (1945)
- I sacrificati (They Were Expendable), regia di John Ford (1945)
- California Express (Without Reservations), regia di Mervyn LeRoy (1946)
- L'ultima conquista (Angel and the Badman), regia di James Edward Grant (1947)
- La grande conquista (Tycoon), regia di Richard Wallace (1947)
- Il massacro di Fort Apache (Fort Apache), regia di John Ford (1948)
- Il fiume rosso (Red River), regia di Howard Hawks (1948)
- In nome di Dio (Three Godfathers), regia di John Ford (1948)
- La strega rossa (Wake of the Red Witch), regia di Edward Ludwig (1948)
- Dopo Waterloo - Il ritorno del kentuckiano (The Fighting Kentuckian), regia di George Waggner (1949)
- I cavalieri del Nord Ovest (She Wore a Yellow Ribbon), regia di John Ford (1949)
- Iwo Jima, deserto di fuoco (Sands of Iwo Jima), regia di Allan Dwan (1949)
- Rio Bravo (Rio Grande), regia di John Ford (1950)
- Lo squalo tonante (Operation Pacific), regia di George Wagner (1951)
- I diavoli alati (Flying Leathernecks), regia di Nicholas Ray (1951)
- Miracle in Motion (1952) (cortometraggio, narratore)
- Un uomo tranquillo (The Quiet Man), regia di John Ford (1952)
- Marijuana (Big Jim McLain), regia di Edward Ludwig (1952)
- Three Lives (1953) (cortometraggio, commentatore)
- L'irresistibile Mr. John (Trouble Along the Way), regia di Michael Curtiz (1953)
- L'isola nel cielo (Island in the Sky), regia di William A. Wellman (1953)
- Hondo, regia di John Farrow (1953)
- Prigionieri del cielo (The High and the Mighty), regia di William A. Wellman (1954)
- Gli amanti dei 5 mari (The Sea Chase), regia di John Farrow (1955)
- Oceano rosso (Blood Alley), regia di William A. Wellman (1955)
- Il conquistatore (The Conqueror), regia di Dick Powell (1956)
- Sentieri selvaggi (The Searchers), regia di John Ford (1956)
- Le ali delle aquile (The Wings and Eagles), regia di John Ford (1957)
- Il pilota razzo e la bella siberiana (Jet Pilot), regia di Josef von Sternberg (1957)
- Timbuctù (Legend of the Lost), regia di Henry Hathaway (1957)
- Il barbaro e la geisha (The Barbarian and the Geisha), regia di John Huston (1958)
- Mia moglie... che donna! (1958) (non accreditato, se stesso)
- Un dollaro d'onore (Rio Bravo), regia di Howard Hawks (1959)
- Soldati a cavallo (The Horse Soldiers), regia di John Ford (1959)
- La battaglia di Alamo (The Alamo), regia di John Wayne (1960)
- Pugni, pupe e pepite (North to Alaska), regia di Henry Hathaway (1960)
- I comanceros (The Comancheros), regia di Michael Curtiz (1961)
- L'uomo che uccise Liberty Valance (The Man Who Shot Liberty Valance), regia di John Ford (1962)
- Hatari!, regia di Howard Hawks (1962)
- Il giorno più lungo (The Longest Day), regia di Ken Annakin e Andrew Marton (1962)
- La conquista del West (How the West Was Won), regia di John Ford, Henry Hathaway (1962)
- I tre della Croce del Sud (Donovan's Reef), regia di John Ford (1963)
- McLintock!, regia di Andrew V. McLaglen (1963)
- Il circo e la sua grande avventura (Circus World), regia di Henry Hathaway (1964)
- La più grande storia mai raccontata (The Greatest Story Ever Told), regia di George Stevens (1965)
- Prima vittoria (In Harm's Way), regia di Otto Preminger (1965)
- I 4 figli di Katie Elder (The Sons of Katie Elder), regia di Henry Hathaway (1965)
- Combattenti della notte (Cast a Giant Shadow), regia di Melville Shavelson (1966)
- El Dorado, regia di Howard Hawks (1966)
- Carovana di fuoco (The War Wagon), regia di Burt Kennedy (1967)
- Berretti verdi (The Green Berets), regia di John Wayne (1968)
- Uomini d'amianto contro l'inferno (Hellfighters), regia di Andrew V. McLaglen (1968)
- Il Grinta (True Grit), regia di Henry Hathaway (1969)
- I due invincibili (The Undefeated), regia di Andrew V. McLaglen (1969)
- Chisum, regia di Andrew V. McLaglen (1970)
- Rio Lobo, regia di Howard Hawks (1970)
- Il grande Jake (Big Jake), regia di George Sherman (1971)
- I cowboys (The Cowboys), regia di Mark Rydell (1972)
- Prenotazione annullata (1972) (non accreditato, se stesso)
- Quel maledetto colpo al Rio Grande Express (The Train Robbers), regia di Burt Kennedy (1973)
- La stella di latta (Cahill U.S. Marshal), regia di Andrew V. McLaglen (1973)
- È una sporca faccenda, tenente Parker! (McQ), regia di John Sturges (1974)
- Ispettore Brannigan, la morte segue la tua ombra (Brannigan), regia di Douglas Hickox (1975)
- Torna "El Grinta" (Rooster Cogburn), regia di Stuart Millar (1975)
- Il pistolero (The Shootist), regia di Don Siegel (1976)

#### Televisione
- Gunsmoke – serie TV, 1 episodio (1955) (non accreditato)
- Casablanca – serie TV, 1 episodio (1955)
- Lucy ed io (I Love Lucy) – serie TV, 1 episodio (1955)
- Screen Directors Playhouse – serie TV, episodio 1x10 (1955)
- The Jack Benny Program – serie TV, 1 episodio (1960)
- Carovane verso il West (Wagon Train) – serie TV, 1 episodio (1960)
- Fred Astaire (Alcoa Première) – serie TV, 1 episodio (1962)
- The Beverly Hillbillies – serie TV, 1 episodio (1967) (non accreditato)
- Maude – serie TV, 1 episodio (1978)

### Regista
- Oceano rosso (Blood Alley) (1955) (non accreditato)
- La battaglia di Alamo (The Alamo) (1960)
- I comanceros (The Comancheros) (1961) (non accreditato)
- Berretti verdi (The Green Berets) (1968)
- Il grande Jake (Big Jake) (1971) (non accreditato)

## Riconoscimenti
- Premio Oscar

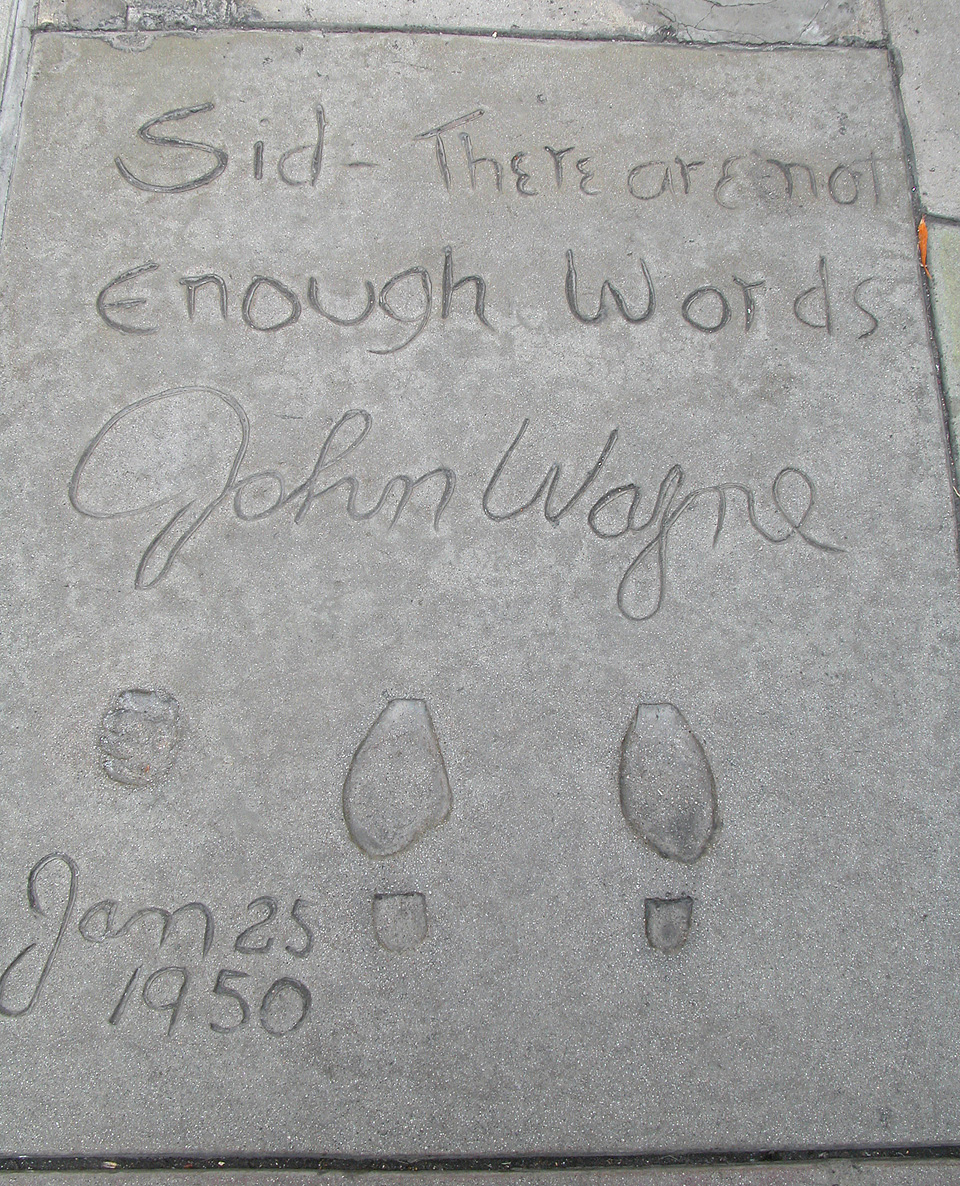
Le impronte di John Wayne sul piazzale del Grauman's Chinese Theatre, Los Angeles (California)

  - 1950 - Candidatura al miglior attore protagonista per Iwo Jima, deserto di fuoco
  - 1961 - Candidatura al miglior film per La battaglia di Alamo
  - 1970 - Miglior attore protagonista per Il Grinta

- Golden Globe
  - 1953 - Henrietta Award - miglior attore dell'anno
  - 1966 - Golden Globe alla carriera
  - 1970 - Miglior attore in un film drammatico per Il Grinta

- Laurel Awards
  - 1955 - Miglior attore in un film d'azione per Prigionieri del cielo
  - 1961 - Miglior attore in un film d'azione per La battaglia di Alamo
  - 1962 - Miglior attore in un film d'azione per I comanceros
  - 1963 - Miglior attore in un film d'azione per L'uomo che uccise Liberty Valance
  - 1964 - Miglior attore in un film d'azione per McLintock!
  - 1970 - Miglior attore in un film d'azione per Il Grinta
  - 1971 - Miglior attore in un film d'azione per Chisum

## Doppiatori italiani
Nelle versioni in italiano dei suoi film, John Wayne è stato doppiato da:
- Emilio Cigoli in Il cavaliere muto, Ombre rosse, La valle dei monsoni, Vento selvaggio, I falchi di Rangoon, I conquistatori dei sette mari, Fiamme a San Francisco, Gli eroi del Pacifico, California Express, Il fiume rosso, La strega rossa, Dopo Waterloo, Iwo Jima, deserto di fuoco, Rio Bravo, Un uomo tranquillo, Marijuana, L'irresistibile Mr. John, L'isola nel cielo, Hondo, Prigionieri del cielo, Gli amanti dei 5 mari, Oceano rosso, Sentieri selvaggi, Il pilota razzo e la bella siberiana, Timbuctù, Il barbaro e la geisha, Un dollaro d'onore, Soldati a cavallo, La battaglia di Alamo, Pugni, pupe e pepite, I comanceros, L'uomo che uccise Liberty Valance, Hatari!, Il giorno più lungo, I tre della Croce del Sud, McLintock!, Prima vittoria, I 4 figli di Katie Elder, Berretti verdi, Uomini d'amianto contro l'inferno, Il Grinta, I due invincibili, Chisum, Rio Lobo, Il grande Jake, I cowboys, Quel maledetto colpo al Rio Grande Express, La stella di latta, È una sporca faccenda, tenente Parker!, Torna "El Grinta", Il pistolero
- Gualtiero De Angelis in Eroi senza patria, Il club del diavolo, La febbre dell'oro nero, Terra nera, L'ultima conquista, La grande conquista, Lo squalo tonante
- Mario Pisu ne La taverna dei sette peccati, I cacciatori dell'oro, La signorina e il cow-boy, Il massacro di Fort Apache, I diavoli alati
- Pietro Barreca nei ridoppiaggi de Il cavaliere del destino, Il giustiziere del West, La valle dell'oro, Acciaio blu, Romanzo del West
- Stefano Sibaldi in Uragano express, I dominatori, Il conquistatore
- Ennio Cerlesi in Sotto i cieli dell'Arizona, I gangsters del Texas, Romanzo del West
- Giulio Panicali ne La belva umana, Dakota, In nome di Dio
- Vittorio Sanipoli ne La riva dei peccatori, La grande fiamma, I sacrificati
- Renato Turi ne La conquista del West, El Dorado, Carovana di fuoco
- Antonio Colonnello nei doppiaggi tardivi di Verso il West!, L'oro di Picano Valley, Il re dei Pecos
- Arnoldo Foà in Il sentiero solitario, Le ali delle aquile
- Ivo Garrani in Il primo ribelle[36], Lungo viaggio di ritorno[37]
- Michele Gammino nei ridoppiaggi de I sacrificati e Hondo
- Sandro Ruffini in I cavalieri del Nord Ovest
- Rolf Tasna in Il circo e la sua grande avventura
- Mario Feliciani in Combattenti della notte
- Glauco Onorato in Ispettore Brannigan, la morte segue la tua ombra
- Sandro Iovino in Il sentiero solitario (ridoppiaggio)
- Alberto Lupo in Il sentiero della vendetta (ridoppiaggio 1953)
- Tony Sansone in Vento selvaggio (ridoppiaggio)
- Massimiliano Manfredi in I cacciatori dell'oro (ridoppiaggio)
- Michele Kalamera in La grande conquista (ridoppiaggio)
- Rodolfo Bianchi in L'isola nel cielo (ridoppiaggio)
- Romano Malaspina in McLintock! (ridoppiaggio)
- Romolo Costa negli anni trenta doppiò quasi tutti i suoi film che però successivamente sono stati ridoppiati da Emilio Cigoli